# Giacomo Fauser
Giacomo Fauser (* 11. Januar 1892 in Novara; † 7. Dezember 1971 ebenda) war ein italienischer Ingenieur und Chemiker.

## Leben und Werk
Giacomo Fausers Eltern waren Felice Fauser und dessen Frau Luigia, geborene Bellini. Er studierte Maschinenbau am Polytechnikum Mailand, wo er sein Studium am 23. Dezember 1918 abschloss. Das Studium des Maschinenbaus umfasste zu jener Zeit die Planung, den Bau und das Management von Chemiefabriken. Seine ersten Arbeiten führte er in der Gießerei seines Vaters durch, wo er eine Elektrolysezelle für die Herstellung von Sauerstoff für Schweißzwecke entwickelte.
Da der Stromverbrauch auch nachts und an Feiertagen voll berechnet wurde, produzierte die Elektrolyse in den Zeiten, in denen die Gießerei nicht arbeitete. Den anfallenden Wasserstoff als Koppelprodukt der Elektrolyse wollte er als Rohstoff für die Ammoniaksynthese verwenden. Dieser war für die Herstellung von landwirtschaftlichen Stickstoffdüngern von grundlegender Bedeutung.
Guido Donegani, der Präsident von Montecatini, stellte das notwendige Kapital für die Entwicklung einer Ammoniaksynthese mit elektrolytisch hergestelltem Wasserstoff zur Verfügung. Im Mai 1921 gründeten Fauser, Ettore Conti di Verampio, Präsident der Imprese Elettriche Conti & C., und Montecatini die Novarese Electrochemical Society und errichteten in Novara ein Werk für die industrielle Herstellung von Ammoniak nach dem Fauser-Montecatini-Verfahren. Im Jahre 1927 schloss Montecatini mit Polen einen Vertrag zur Errichtung einer Fabrikationsanlage für Stickstoff nach dem Fauser-Verfahren in Tarnów.